# Felix Pole
Sir Felix John Clewett Pole (1 de febrero de 1877-15 de enero de 1956) fue un industrial y directivo ferroviario británico, gerente general del Great Western Railway de 1921 a 1929, y a continuación presidente ejecutivo de la compañía Associated Electrical Industries, cargo que ocupó hasta 1945.

## Semblanza
Nacido en Little Bedwyn, en Wiltshire, Pole se incorporó en 1891 al Great Western Railway (GWR) como ayudante de telégrafo en Swindon, a los 14 años de edad.
Fue ascendiendo rápidamente, y en 1904 ya trabajaba en el departamento del Gerente General James Charles Inglis, en la sede de la estación de Paddington en Londres, dedicado a las campañas de publicidad del ferrocarril. En 1912 se convirtió en jefe del Departamento de Personal y Trabajo, ascendiendo a Subdirector General en 1919 y finalmente a director general en 1921. Durante su etapa en el GWR, se desarrolló un tipo de vagones para transportar carbón que fueron conocidos con su nombre, Felix Pole (véase vagones del Great Western Railway).
En las décadas de 1920 y 1930 inspeccionó los ferrocarriles de Sudán y de Egipto respectivamente, por invitación de sus gobiernos nacionales.
Dejó el Great Western Railway en 1929 para convertirse en presidente ejecutivo de la compañía Associated Electrical Industries (AEI). En 1945 se supo que Pole estaba completamente ciego, y se pensó que era demasiado viejo para llevar a la compañía al auge de la electrónica de la posguerra, siendo sucedido por el Capitán Oliver Lyttelton.
Pole murió en Reading en 1956 y está enterrado en Little Bedwyn.

## Reconocimientos
- Pole fue nombrado caballero en 1924.[5]
- En abril de 1954, una locomotora de la Clase Castle, la número 5056, pasó a llamarse Sir Felix Pole en su honor.[6]
- En marzo de 2015, se nombró un método para el tañido de campanas en su memoria, denominado Sir Felix Pole Surprise Major, que sonó por primera vez en Huntsham, Devon.[7][8]